# هروشووانی ناد یویشووکوو
هروشووانی ناد یویشووکوو (به چکی: Hrušovany nad Jevišovkou) یک منطقهٔ مسکونی و شهرستان دارای شهرک سابقاً روستا در جمهوری چک است که در ناحیه زنویمو واقع شده‌است. هروشووانی ناد یویشووکوو ۳٬۲۸۰ نفر جمعیت دارد.